# Ердене
Ердене – сомон аймаку Говь-Алтай, Монголія. Територія 25,2 тис км кВ, населення 2,7 тис. Центр – селище Сангийн далай знаходиться на відстані 220 км від міста Алтай та 1005 км від Улан-Батора. Є школа, лікарня, сфера обслуговування, туристичні бази.

## Рельєф
Гори хребта Гичгена (3360 м.), Улийн овоч (3530 м), Чингис богд (2210 м.). Більшу частину території займають долини Гобі Зармангийн, Шаргин, Замин белгех. Річки Гішуун, Жавхлант, Цецег мілкі озера та оаза Хатан суудал

## Клімат
Різкоконтинентальний клімат. Середня температура січня -14-20 градусів, липня +19+26 градусів. Протягом року в середньому випадає 200 мм опадів.

## Корисні копалини
Мідні руди, кам’яне вугілля, золото, хімічна та будівельна сировина.

## Тваринний світ
Водяться лисиці, вовки, козулі, аргалі, олені, лосі, манули, дикі кози, зайці, тарбагани.